# 大仙市立豊岡小学校
大仙市立豊岡小学校（だいせんしりつ とよおかしょうがっこう）は、秋田県大仙市豊岡にあった公立小学校。学校区は、旧中仙町東部であった。  

## 概要
奥羽山脈を源とする斉内川や小滝川が流れる自然豊かな大仙市東部に位置し、長い歴史と古い伝統をもつ学校で、閉校時点での児童数は69名だが、昭和35年頃は470名もの児童が在籍していた。学区内には約1300年前に建てられた藤原鎌足ゆかりの小沼神社があり、地域の信仰を集めている。その他にも多くの古木や巨木、それに数々の道祖神が多数見られ、先祖代々脈々と受け継がれてきた人々の温かな息づかいが体感できる地域に存在した。2021年に大仙市立豊成小学校に統合された。
- 敷地面積：m2
- 校舎面積：m2
- 屋内運動場面積：m2
- 屋外運動場面積: m2

## 教育目標
- 夢に向かって明るくしなやか豊岡の子ども

## 沿革
以下、注釈の無い項目は学校の公式サイトの情報によるもの。
- 1880年　豊岡村上野（現校舎跡東向かい）に校舎新築し、創立式を行う。（児童数40名）
- 1883年　教室棟を増築する
- 1887年　町村行政区域併合により、豊川小学校分教場となる
- 1889年　大神成、栗沢、豊岡が合併し豊岡村ができ、独立校となり、豊岡尋常小学校と称する
- 1896年　昼地震により、校舎が倒壊
- 1897年　校舎を改築する
- 1903年　高等科を併設する
- 1908年 現跡地に移転、校舎を新築する。（児童数　尋常科262名、高等科25名）
- 1912年 校舎を増築する
- 1925年 校地を拡張する
- 1930年 体操場と教室を増築し、創立５０周年式典を挙行する
- 1934年 増築落成式を挙行する。（児童数　尋常科395名、高等科45名）
- 1940年 教室等その他増築する
- 1941年 国民学校令公布され、豊岡国民学校と改称する。（児童数　初等科240名、高等科84名）
- 1944年 前庭の二宮金次郎像建立除幕式を挙行する
- 1947年 新学制による小学校及び中学校が発足し、六・三制の義務教育制となり、豊岡村立豊岡小学校と改称する。（児童数461名）
- 1949年 全校ＰＴＡ創立総会を開催する
- 1950年 創立70周年記念式典を挙行する。（学校図書館設置、ピアノ購入）
- 1953年 豊成中学校創立のため7教室を小学校に転用する
- 1955年 町村合併（長野町、清水村、豊岡村、豊川村）により中仙町が誕生し、中仙町立豊岡小学校と改称する
- 1957年 ステージ拡張建設落成する
- 1958年　老朽校舎を増改築（２階建て校舎）する
- 1960年　創立80周年記念式典を挙行する
- 1962年　校旗を購入し、現在の校章と「郷土を讃える歌」を使い始める
- 1964年　プール竣工式並びに祝賀会開催する
- 1965年　牛乳給食が始まる
- 1970年　体育館を新築し、創立90周年記念式典を挙行する
- 1974年　新グラウンドが完成する
- 1975年　相撲場（土俵）が完成する
- 1976年　理科室・音楽室を新築する
- 1979年　新設プール竣工式、プール開きを行う
- 1980年　創立100周年記念式典並びに祝賀会を挙行し、記念碑『夢』を建立する
- 1981年　創立１００周年記念植樹祭をする。（小沼山）
- 1982年　県指定学校保健研究推進校公開研究会を行う
- 1984年　校舎改築竣工式（鉄筋２階建て）を行い、前庭造園工事が完成する
- 1986年　相撲場屋形完成する
- 1988年　中仙町小中合同研究会会場となる
- 1989年　地区陸上競技大会会場となる
- 1990年　記念誌を発行すし、仙教研視聴覚研究大会会場校として授業を公開する
- 1991年　県学校保健会健康教育推進校としてむし歯予防公開研究会を行う
- 1992年　仙教研図書館教育研究大会会場校として授業を公開する
- 1993年　仙教研体育研究大会会場校となり授業を公開する
- 1994年　朝日新聞社「健康推進学校賞」受賞する
- 1996年　中仙町学校教育研究協議会会場校となる
- 1997年　パソコンが教師用1台、児童用8台設置される
- 1998年　グラウンド･トラック改修工事を実施する
- 1999年　ドリーム事業でハッピーランドを作り、野球グラウンドに防球ネットを設置する
- 2000年　創立120周年記念式典を行い、ドリーム事業で海体験をする
- 2001年　ドリーム事業で全校児童駒ヶ岳に登り、給食室が完成する。保育所跡地にスキー山完成する
- 2002年　学校給食が始まり、中仙町学校教育研究協議会会場校となる
- 2003年　地区陸上競技交流会会場となり、校内ＬＡＮ工事完了する
- 2004年　1年生5人「人命救助」で角館警察署より表彰、全国ネットでテレビ放映される
- 2005年　市町村合併により大仙市立豊岡小学校と改称し、ようこそ先生スペシャル講座として西木正明の講演会を開催する
- 2006年　豊岡キッズ見守り隊を結成する
- 2007年　仙教研道徳教育研究会授業公開を行う
- 2009年　まなびふれあい推進校となる
- 2010年　耐震工事（体育館・旧校舎）、創立130周年記念式典
- 2021年　大仙市立豊成小学校に統合され閉校

## 校章
- 校章のページを参照。
- 現校舎跡地の東向かい（創立当時の校舎跡地）に立つ「豊栄の松」の姿を模して、尋常高等小学校時代の教頭坂本省一（大正7年度卒）が校章を創案する。後に、校名が豊岡小学校と改称されたため、創立80周年を記念に高橋武夫（昭和10年度卒）に依頼、新しく松を形象化したものが最新の校章であった。昭和37年2月15日には校旗が樹立された。

## 校歌
- 校歌のページを参照。
- 作詞　坂本省一、作曲　堀川俊輔
- この「郷土を讃える歌」は昭和22年豊岡村立豊岡小学校に併置された豊岡中学校の校歌であった。昭和28年豊成中学校創立に伴い、豊岡中学校は消滅した。昭和37年に、「郷土を讃える歌」がこのままなくなってしまうことを残念に思った当時の職員が話し合い、豊岡小学校で歌い継ぐことにした。以来、豊岡小では、この「郷土を讃える歌」を儀式等で斉唱していた。

## 主な進学先
- 大仙市立豊成中学校

## 最寄駅
- 鶯野駅
- 羽後長野駅

## アクセス
- 羽後交通　　角館・六郷線　豊川郵便局前下車

## 著名出身者
- 高田景次 (元秋田市長)

## 学区内周辺
- サンビレッジ中仙
- 中仙東保育園
- 豊成駐在所
- 豊岡郵便局
- 荒井野農村公園
- 高野八幡神社